# Чакр-паша
Младен Стојановић (умро 1885), познат као Чакр-паша, био је вођа српских хајдука који је углавном био активан на османским територијама Пчињског краја и у Кумановском округу, и један од најзапаженијих хајдука у другој половини 19. века.
Као разбојник од својих тинејџерских година, Чакр-паша је напустио своју стражарску службу на српско-османској граници 1878. године и постао је злогласан наредних српских хајдука због убијања османских званичника, али и експлоатације мештана.
Преживевши српско-османски рат (1876–78), Кумановски устанак (1878) и Брсјачку буну (1880–81), његов крај догодио се 1885, након година бекства (и потраге) и од османских војника и од жандармерије, и српских граничара, кад му је друг пререзао гркљан. Након његове смрти постојале су локалне приче о њему као неустрашивом, хладном и сировом појединцу, а такође и епске песме које су га држале за храброг и лукавог хероја.

## Младост
Стојановић је рођен у селу Горњи Стајевац близу Врања. Надимак је добио по чекрцима који се користе за намотаје, попут оних за бунаре, за ткање и за риболов, пошто је потицао из породице која се бавила ткањем. Отац му је био Стојан (отуда и презиме), а Младен је имао два брата, старијег Стевана и млађег Анђела, и живели су у махали Метежевци. Док је његов брат Стеван био пољопривредник, мирно је живео, Младен и Анђел постали су хајдуци. Већ се у тинејџерским годинама Младен сукобио с османском владом и био затворен у Врању, да би био пуштен након што је мајка преклињала да га Турци пусте на хришћански празник. Младен је био активни хајдук у Пчињској регији (на Козјаку) пре 1876.

## Хајдук
Османлије су га заробиле 1876. године и био је затворен у Нишкој тврђави, одакле га је српска војска ослободила; придружио се војсци као добровољац у српско-османски рат (1876–78). Док је био добровољац, спријатељио се са Вељаном Цветковићем Стрновским и Јаћимом Челопечким. После рата, кратко је, неколико месеци, био полицајац или стражар у Врању, али је то видео понижавајућим и прешао је српско-османску границу и вратио се у разбојништво. После 1878. био је активан у пограничним регионима.
Како је османска влада постала нестрпљива, послали су званичнике у Београд. На захтев Порте, српска влада под Миланом Пироћанцем је прогласила Младена одметником 1882. године, а затим га је такође таквим прогласио и капетан у Врању. У јесен 1885. године га је убио његов друг Тома Станковић из Старог Глога, док се Младен бријао у шуми изнад Врањске Бање. Тома је одсечену главу однео у Врање ради доказивања.
Чакр-паша је према наводима Станислава Кракова отео жену Ђорђа Ристића и са њом се венчао присилно у Бугарској. За њим су биле издате потернице у Београду, Софији и Цариграду због разбојништва и хајдуковања.
Станислав Краков у својој књизи "Пламен четништва" наводи место смрти Чакр-паше у селу Саборчица код Сливнице где га је заклао и одсекао му главу Тома Станковић.

## Личност и заоставштина
Чакр-паша се углавном држао у дивљини источно од Врањске Бање, на пример у селима Црни Врх и Стари Глог. После 1878. имао је кућу у Старом глогу. Поседовао је винограде, а имао је и слугу. Са својом бандом продавао је стоку са обе стране границе. Прешао је границу и водио стоку у оба смера.
Према речима сељана, а такође и његових пријатеља, понашао се прилично грубо. Био је непопуларан због наводног начина опхођења према женама. У Старом Глогу је отео жену Јелену, и отео две Томине рођаке, што је Тому навело да га убије.
Чакр-паша је примећен као један од најзначајнијих хајдука у другој половини 19. века. Након његове смрти, имало је локалних прича о њему као о неустрашивој, хладној и каменој особи, а такође и епске песме у којима се описује као храбри и лукави јунака. Једна од песама је "Дона ћерко, мила Доне". У овој песми се Чакр-паша помиње као један од хајдука у дворишту, набрајајући мајци ко је све присутан Доне каже "Чекр од Стајовци мори, Чекр од Стајиовци". Савременици су га описивали као помало малог раста, чврсте и складне грађе, тамнокосих, продорних очију и снажних покрета.